# Conomma pygatum
Conomma pygatum is een hooiwagen uit de familie Pyramidopidae.